# Astrea devantieri
Espèce
Astrea devantieri est une espèce de coraux appartenant à la famille des Merulinidae.